# Pearl White
Pour les articles homonymes, voir White.
Pearl White, née le 4 mars 1892  à Green Ridge (Missouri) et morte le 4 août 1938 à Neuilly-sur-Seine (France),, est une actrice américaine
Réputée pour son charme et ses qualités de cascadeuse, elle connut un très grand succès avec Les Périls de Pauline et Les Mystères de New York, deux films de 1914.

## Biographie
Née dans une famille de comédiens, Pearl White aurait débuté au théâtre à l'âge de 6 ans dans une adaptation de La Case de l'oncle Tom et dans le rôle d'Eva. À 13 ans, elle rejoint le cirque et devient écuyère. Elle commence à travailler pour le cinéma à New York en 1910. En 1914, elle est engagée par Pathé pour Les Périls de Pauline et Les Mystères de New York, deux serials. Elle rencontre un immense succès et devient une star internationale. En réplique, Léon Gaumont lance Musidora dans la série Les Vampires de Louis Feuillade.

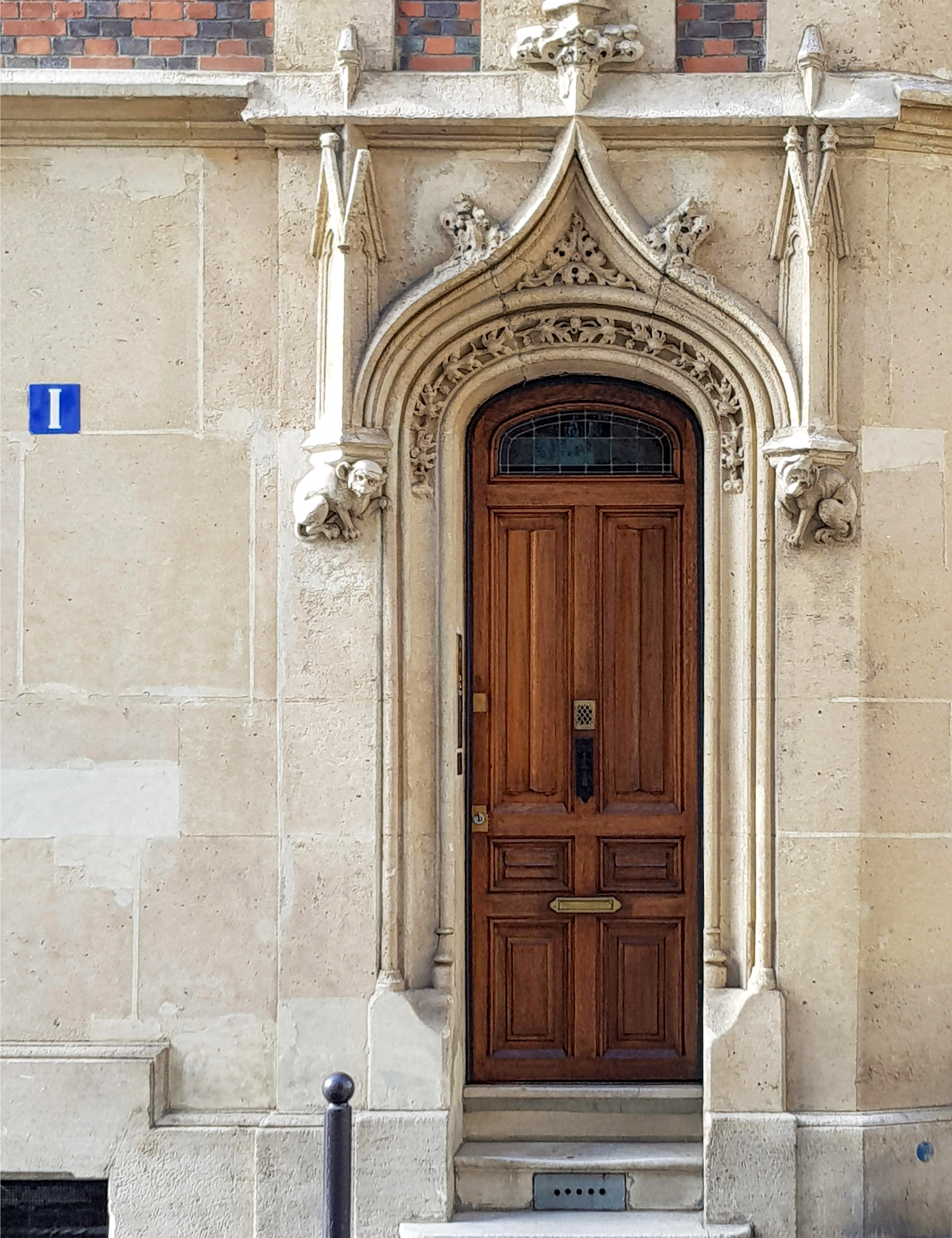
No 1, rue Greuze, Paris : l'une des entrées de son hôtel particulier de l'avenue Henri-Martin.

Au début des années 1920, sa santé se détériore à cause de son mode de vie (à la suite d'une blessure lors du tournage des Périls de Pauline, Pearl White souffrit de la colonne vertébrale jusqu'à la fin de sa vie et soulageait ses douleurs avec de l'alcool et de la drogue). Après un premier mariage avec Victor Sutherland, de 1907 à 1914, elle épouse en 1919 l'acteur Wallace McCutcheon Jr. et divorce deux ans plus tard. Elle rencontre Blanche Auzello avec laquelle elle part pour Paris en 1923 espérant relancer sa carrière. Elle s'installe d'abord dans le quartier du Montparnasse puis au 6 de l'actuelle avenue Georges-Mandel, alors avenue Henri-Martin. Elle meurt en 1938, à l'Hôpital américain, probablement d'une cirrhose. Elle repose à Paris au cimetière de Passy (division 13).
À sa mort, elle lègue à un vieil ami, Théodore Cossika, « tout ce que l’on trouvera à mon domicile, 6, avenue Henri-Martin à Paris (16e), à savoir mes souvenirs personnels, mes bijoux, mes chevaux, mes automobiles » ; à son frère et à sa sœur, elle lègue un dollar chacun. Elle a également légué 73 000 $ de bonnes œuvres.

## Autour de Pearl White
Dans Les Aventures de Pearl White (1976), Jeane Manson, Carlos et Joe Dassin parodient L'Anneau fatal (The fatal ring) de 1917.
Un film de 1947 s'inspire de façon très romancée de sa vie : Les Exploits de Pearl White (The Perils Of Pauline), avec Betty Hutton dans le rôle principal.

## Citations
« Pearl White fut le symbole des désirs sensuels de toute une génération que la guerre sevrait de joies légitimes et nécessaires, je parle de la génération de 1900...
Pearl White multipliée à l'infini régnait sur le monde. Elle hantait toutes ces cervelles neuves, elle agitait ces sens en fusion. »

— Robert Desnos, Les Mystères de New York

## Filmographie
- 1910 : La Fille du Niagara (The Maid of Niagara)
- 1910 : The Missing Bridegroom
- 1910 : Tommy Gets His Sister Married
- 1910 : Her Photograph
- 1910 : The Horse Shoer's Girl
- 1910 : The Burlesque Queen
- 1910 : The Matinee Idol
- 1910 : The Yankee Girl
- 1910 : The Hoodoo
- 1910 : The Music Teacher
- 1910 : A Summer Flirtation
- 1910 : A Woman's Wit
- 1910 : The Motor Fiend
- 1910 : The New Magdalene
- 1910 : How Rastus Gets His Turkey
- 1910 : The Woman Hater
- 1910 : When the World Sleeps
- 1911 : The Power of Love : Margaret
- 1911 : Le Comte de Monte-Cristo (The Count of Monte Cristo)
- 1911 : An Unforeseen Complication
- 1911 : Home Sweet Home
- 1911 : Helping Him Out
- 1911 : The Angel of the Slums
- 1911 : The Society Girl and the Gypsy
- 1911 : The Stepsisters
- 1911 : His Birthday
- 1911 : Memories of the Past
- 1911 : Through the Window
- 1911 : A Prisoner of the Mohicans
- 1911 : For Massa's Sake
- 1911 : Love Molds Labor
- 1911 : The Terms of the Will
- 1911 : Love's Renunciation
- 1911 : The Reporter
- 1911 : The Lost Necklace
- 1911 : Le Portrait fatal (The Fatal Portrait)
- 1911 : Her Little Slipper
- 1912 : The Mad Lover
- 1912 : La Vie de Buffalo Bill (The Life of Buffalo Bill)
- 1912 : For the Honor of the Name
- 1912 : The Arrowmaker's Daughter
- 1912 : The Hand of Destiny : The Wife
- 1912 : Pals
- 1912 : At the Burglar's Command
- 1912 : The Man from the North Pole
- 1912 : The Girl in the Next Room
- 1912 : McGuirk, the Sleuth
- 1912 : Her Dressmaker's Bills
- 1912 : The Only Woman in Town
- 1912 : Bella's Beaus
- 1912 : A Pair of Fools
- 1912 : The Blonde Lady
- 1912 : Oh, Such a Night!
- 1912 : The Gypsy Flirt
- 1912 : Her Old Love
- 1912 : The Chorus Girl
- 1912 : The Valet and the Maid
- 1912 : The Quarrel
- 1912 : Locked Out
- 1912 : The Spendthrift's Reform : The Wife
- 1912 : A Tangled Marriage
- 1912 : Oh! That Lemonade
- 1912 : The Mind Cure
- 1912 : His Wife's Stratagem
- 1912 : Her Visitor
- 1913 : Through Fire and Air
- 1913 : Her Kid Sister
- 1913 : A Night at the Club
- 1913 : Heroic Harold
- 1913 : The Fake Gas-Man
- 1913 : A Dip Into Society : Maggie
- 1913 : Pearl's Admirers
- 1913 : The False Alarm
- 1913 : Accident Insurance
- 1913 : With Her Rival's Help
- 1913 : Box and Cox
- 1913 : Her Lady Friend
- 1913 : Strictly Business
- 1913 : An Awful Scare
- 1913 : That Other Girl
- 1913 : Schultz's Lottery Ticket
- 1913 : A Night in Town
- 1913 : An Innocent Bridegroom
- 1913 : Ma and the Boys
- 1913 : Knights and Ladies
- 1913 : Who Is the Goat?
- 1913 : Calicowani
- 1913 : Lovers Three
- 1913 : His Twin Brother
- 1913 : The Drummer's Note Book
- 1913 : Pearl as a Clairvoyant
- 1913 : The Veiled Lady
- 1913 : Our Parents-In-Law
- 1913 : Two Lunatics
- 1913 : His Romantic Wife
- 1913 : A Joke on the Sheriff
- 1913 : Forgetful Flossie
- 1913 : When Love Is Young
- 1913 : Pearl as a Detective : Pearl
- 1913 : Oh! Whiskers!
- 1913 : His Awful Daughter
- 1913 : Our Willie
- 1913 : Homlock Shermes
- 1913 : Toodleums
- 1913 : A Supper for Three
- 1913 : Where Charity Begins
- 1913 : Clancy, the Model
- 1913 : Mary's Romance : Mary
- 1913 : The New Typist
- 1913 : False Love and True
- 1913 : Her Joke on Belmont
- 1913 : A Call from Home
- 1913 : Will Power
- 1913 : The Smuggled Laces
- 1913 : Who Is in the Box?
- 1913 : The Paper Doll : Alice Wilson
- 1913 : An Hour of Terror : Mrs. Brown
- 1913 : Muchly Engaged
- 1913 : The Girl Reporter
- 1913 : True Chivalry
- 1913 : Pearl's Dilemma : Pearl Howell, a Young Matron
- 1913 : The Hall-Room Girls : Pearl
- 1913 : The Broken Spell
- 1913 : College Chums
- 1913 : What Papa Got : Pearl
- 1913 : A Child's Influence
- 1913 : Starving for Love : Mabel
- 1913 : Oh! You Scotch Lassie : Pearl
- 1913 : Pearl and the Tramp
- 1913 : The Greater Influence : Norah
- 1913 : Caught in the Act : Mrs. Brown
- 1913 : That Crying Baby
- 1913 : His Aunt Emma
- 1913 : Much Ado About Nothing
- 1913 : Lost in the Night
- 1913 : Some Luck
- 1913 : Pleasing Her Husband
- 1913 : A News Item
- 1913 : Misplaced Love
- 1913 : Pearl and the Poet : Pearl
- 1913 : His Last Gamble : Pearl Letterell
- 1913 : The Dress Reform
- 1913 : The Woman and the Law
- 1913 : Hearts Entangled
- 1913 : Willie's Great Scheme
- 1913 : Robert's Lesson
- 1913 : The Rich Uncle
- 1913 : A Hidden Love
- 1913 : Girls Will Be Boys
- 1913 : When Duty Calls
- 1913 : Daisy Wins
- 1913 : Oh! You Pearl
- 1913 : Out of the Grave
- 1913 : Her Secretaries : Pearl
- 1913 : The Cabaret Singer : Madge
- 1913 : Hubby's New Coat
- 1913 : The Convict's Daughter
- 1913 : A Woman's Revenge
- 1913 : Pearl's Hero
- 1913 : First Love
- 1913 : The Soubrette
- 1913 : The Heart of an Artist
- 1913 : The Lure of the Stage
- 1913 : The Kitchen Mechanic
- 1914 : The Lifted Veil
- 1914 : Shadowed
- 1914 : The Ring
- 1914 : It May Come to This
- 1914 : The Shadow of a Crime
- 1914 : Oh! You Puppy
- 1914 : A Grateful Outcast
- 1914 : What Didn't Happen to Mary?
- 1914 : For a Woman
- 1914 : Getting Reuben Back
- 1914 : A Sure Cure
- 1914 : McSweeney's Masterpiece
- 1914 : Lizzie and the Iceman
- 1914 : Les Périls de Pauline (The Perils of Pauline) : Pauline
- 1914 : Going Some
- 1914 : The Lady Doctor
- 1914 : Oh! La belle voiture ! (Get Out and Get Under)
- 1914 : A Telephone Engagement
- 1914 : The Mashers
- 1914 : The Dancing Craze
- 1914 : Easy Money
- 1914 : Her New Hat
- 1914 : The Girl in Pants
- 1914 : What Pearl's Pearls Did
- 1914 : Willie's Disguise
- 1914 : Was He a Hero?
- 1914 : The Hand of Providence
- 1914 : East Lynne in Bugville
- 1914 : Liferitis
- 1914 : Some Collectors
- 1914 : Pearl's Mistake : Pearl
- 1914 : A Father's Devotion
- 1914 : Les Mystères de New York (The Exploits of Elaine) : Elaine Dodge
- 1915 : A Lady in Distress
- 1915 : The New Exploits of Elaine : Elaine
- 1915 : The Romance of Elaine : Elaine Dodge
- 1916 : The King's Game : Catherine Dardinilis
- 1916 : La Jolie meunière (Hazel Kirke) : Hazel Kirke
- 1916 : Le Masque aux dents blanches (The Iron Claw) de George B. Seitz et Edward José
- 1916 : Le Courrier de Washington (Pearl of the Army) d'Edward José
- 1917 : Fleur de Printemps (Mayblossom) : Anabel Lee
- 1917 : La Reine s'ennuie (The Fatal Ring) de George B. Seitz : Violet Standish
- 1918 : La Maison de la Haine (The House of Hate)
- 1919 : Par amour (The Lightning Raider) de George B. Seitz
- 1919 : Par la force et par la ruse (The Black Secret) de George B. Seitz : Evelyn Ereth
- 1920 : Rédemptrice (The White Moll) : Rhoda, "The White Moll"
- 1920 : The Tiger's Cub : Tiger's Cub
- 1920 : Le Voleur (The Thief) : Mary Vantyne
- 1921 : The Mountain Woman : Alexander McGiverns
- 1921 : L'Intrépide Héritière (Know Your Men) de Charles Giblyn : Ellen Schuyler
- 1921 : Beyond Price : Sally Marrio
- 1921 : Amour de sauvage (A Virgin Paradise) de J. Searle Dawley : Gratia Latham
- 1922 : Any Wife : Myrtle (Mrs. John Hill)
- 1922 : Le Dancing rouge (The Broadway Peacock) de Charles Brabin : Myrtle May
- 1922 : Without Fear : Ruth Hamilton
- 1923 : Pillage (Plunder) de George B. Seitz
- 1924 : Terreur (The Perils of Paris) : Helen Aldrich

## Galerie

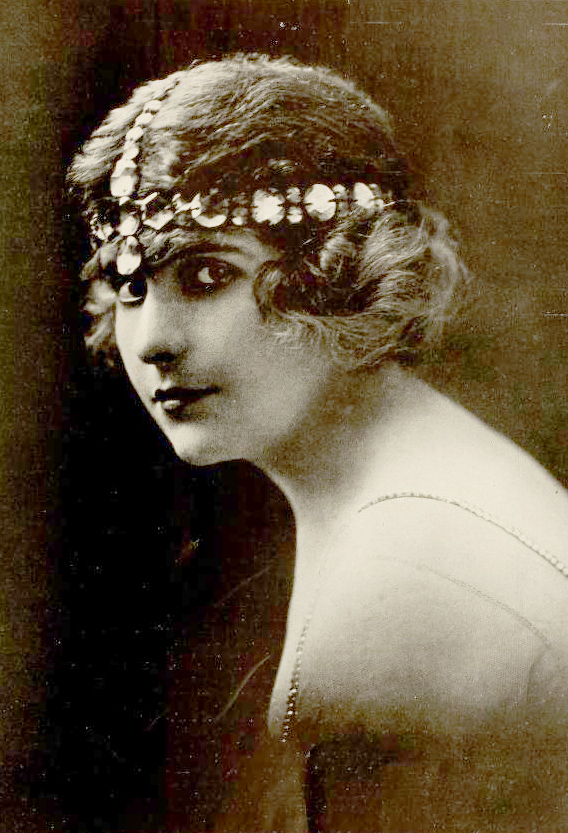
Pearl White en 1916.
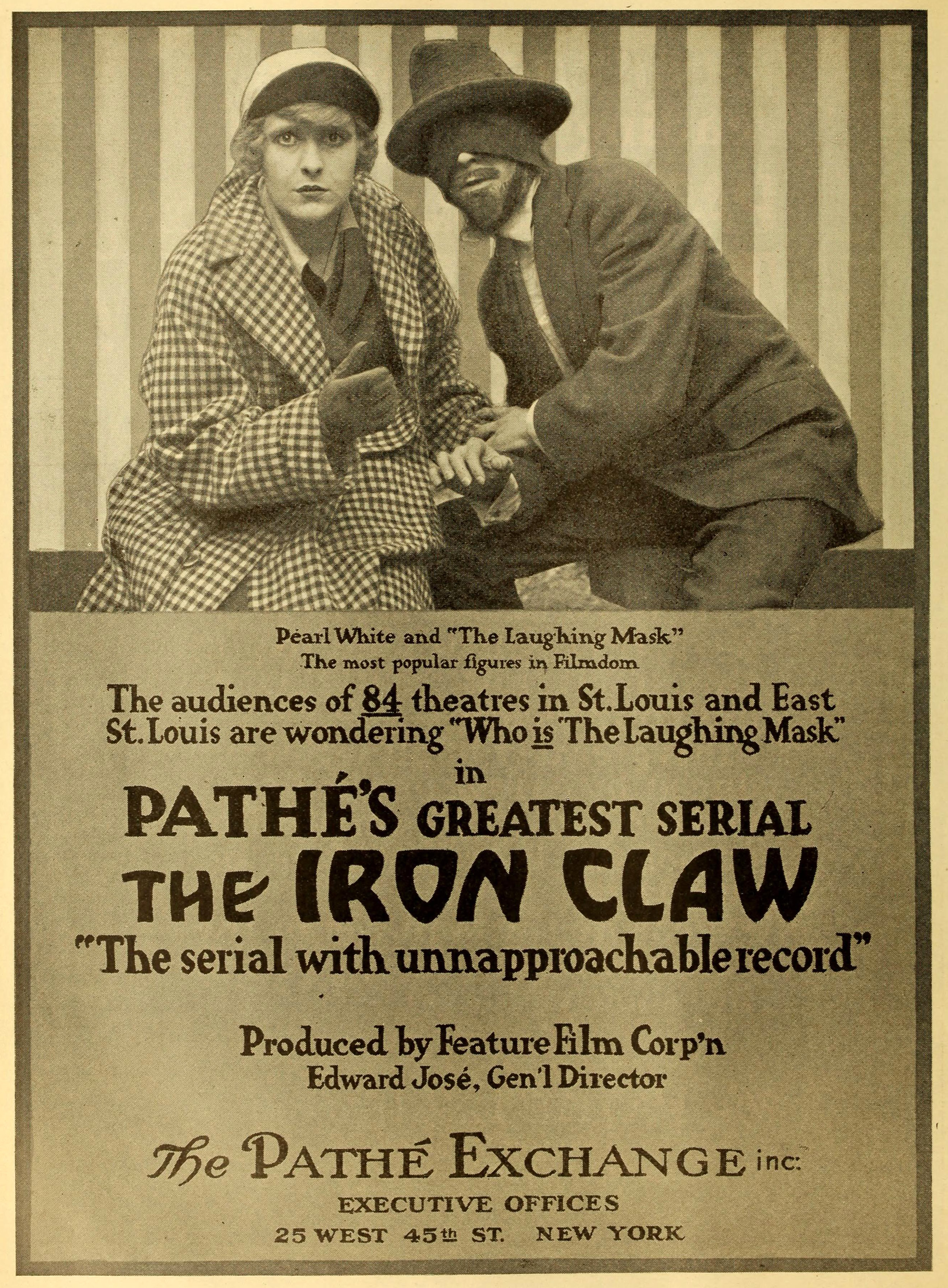
The Iron Claw (1916).
Pearl of the Army (1917).
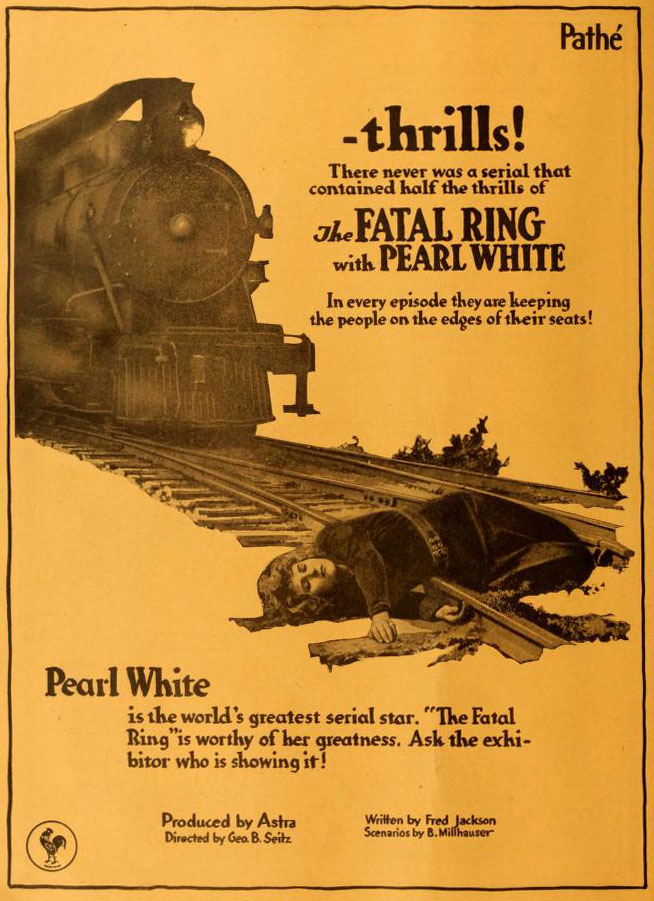
The Fatal Ring (1917).